# Lacconotopedilus elongatus
Lacconotopedilus elongatus is een keversoort uit de familie Mycteridae. De wetenschappelijke naam van de soort is voor het eerst geldig gepubliceerd in 1936 door Pic.